# Cegonha Branca (Schiff)
Die Cegonha Branca ist eine 2023 gebaute Personenfähre der portugiesischen Reederei Transtejo & Soflusa und als Typschiff die erste elektrisch betriebene Fähre im Lissaboner Nahverkehr.

## Geschichte
Nach einer europaweiten Ausschreibung wurde die Werft Astilleros Gondán im spanischen Castropol 2020 mit dem Bau von zehn Elektrofähren für den Lissaboner Nahverkehr beauftragt. Das erste Schiff wurde dort unter der Baunummer 493 auf Kiel gelegt. Beim Stapellauf wurde der Katamaran auf den Namen Cegonha Branca (dt. Weißstorch) getauft. Auch die weiteren neun Schiffe der Cegonha-Branca-Klasse erhalten Namen von Vögeln, die in der Tejo-Mündung heimisch sind.
Die für 2022 geplante Fertigstellung verzögerte sich und die Auslieferung des Schiffes nach Lissabon fand im März 2023 statt. Nach der Ankunft mussten zunächst Schäden am Rumpf repariert werden. Anschließend erfolgten Abnahme und Probefahrten durch die Reederei. Zunächst wird die Fähre von der Reederei für Schulungen der Besatzungen genutzt, da die GFK-Boote sich aufgrund ihres geringeren Gewichtes und der empfindlicheren Struktur anderes verhalten als die bis dahin eingesetzten Schiffe.
Die offizielle Jungfernfahrt fand am 28. November 2023 zwischen Seixal und dem Cais do Sodré in Lissabon statt. Probefahrten mit Fahrgästen folgten ab 14. Dezember; anschließend wurde die Cegonha Branca auf dieser Route in den regulären Fahrplan integriert.
Künftig wird die Route des Schiffes wechseln. Mit der Auslieferung weiterer Schiffe der Klasse werden diese auf drei der fünf von Transtejo bedienten Routen verkehren. Dabei sollen sie abwechselnd auf unterschiedlichen Routen zum Einsatz kommen, um die Fahrt- und Aufladezeiten für die Akkumulatoren variieren zu können. In der zweiten Jahreshälfte 2024 soll die erste Fährverbindung mit ausschließlich elektrisch betriebenen Booten in Betrieb gehen, bis 2025 sollen alle Fähren ausgeliefert sein. Mit Modernisierung der Flotte werde einige ältere dieselbetriebene Boote ausgemustert und abgewrackt.

## Das Schiff
Die Länge des Schiffes beträgt 40,15 Meter, es ist 12,00 Meter breit und weist einen Tiefgang von 1,65 Metern auf. Der Rumpf des Katamarans besteht wie die Aufbauten aus glasfaserverstärktem Kunststoff, das Schiff ist mit 708 BRZ vermessen und hat eine Tragfähigkeit von 46 Tonnen. Der Antrieb besteht aus zwei Elektromotoren mit jeweils 550 kW Leistung, die von Akkumulatoren mit einer Kapazität von 2 × 930 kWh gespeist werden. Über zwei Propeller erreicht das Schiff eine Höchstgeschwindigkeit von 17,0 und eine Reisegeschwindigkeit von 16,0 Knoten. Die beiden Bugstrahlruder haben jeweils eine Leistung von 55 kW. Ohne erneutes Laden reichen die Akkumulatoren für 70 Minuten Fahrt. Geladen wird die Fähre bei den Anlegestopps sowie über Nacht. Die Fähre ist für 544 Passagiere zugelassen, zusätzlich können 20 Fahrräder befördert werden.